# Я — робот (Біндер)
«Я — робот» (англ. I, Robot) — науково-фантастичне оповідання Індо Біндера (псевдонім Ерла та Отто Біндерів), з серії оповідань про робота Адама Лінка. Вперше опубліковане в січні 1939 року на сторінках журналу «Емейзін сторіз», задовго до публікації подібної за тематикою, проте відомішої збірки оповідань Айзека Азімова Я, робот (1950). На Айзімова мало значний вплив оповідання Біндера.

## Сюжет
Оповідання написане у вигляді сповіді робота. За декілька тижнів до подій, описаних у творі, його в одному з підвалів створив доктор Чарльз Лінк. Творець навчає робота ходити, говорити та поведінки в суспільстві. Домогосподарка Лінка бачить робота досить жахливою, проте його собака цілком відданий роботу. Робот отримує повну освіту за декілька тижнів, після Лінк називає його Адамом Лінком, і він виявляє бажання служити будь-якій людині, яка забажає ним володіти. Невдовзі важкий предмет випадково потрапляє на доктора Лінка та спричиняє його загибель. Економка доктора одразу ж припускає, що робот убив доктора Лінка, й закликає озброєних людей полювати на нього та знищити Адама. Вони не досягають успіху; до того ж мисливці провокують робота на помсту, оскільки відмовляючись слухати його та випадково вбиваючи собаку доктора Лінка. Повернувшись до будинку, робот знаходить примірник «Франкенштейна», яку доктор Лінк ретельно заховав від робота, і нарешті дещо розуміє забобони проти нього. Зрештою, робот вирішує, що не варто просто вбивати декількох людей, аби його послухали, пише зізнання й готується вимкнутись.

## Адаптації
Історія Біндера була дуже інноваційною для свого часу, однією з перших історій робота, яка відірвалася від кліше Франкенштейна.
Три історії Адама Лінка були адаптовані Елом Фельдштейном та проілюстровані Джо Орландо у 1955 року для видання EC (Entertainment Comics) «Weird Science-Fantasy». Було опубліковано «Я — робот» у номері №27 (січень – лютий); «Судовий процес над Адамом Лінком» у № 28 (березень — квітень); та «Адам Лінк у бізнесі» в № 29 (травень — червень).
Десятиліття по тому Біндер на основі «Я — робот» вісім оповідань для журналу «Creepy» за 1965–1967 рр., а Орландо створив до них нові ілюстрації. Вонеи мали наступні назви: «Я — робот» (випуск №2); «Перегляд Адама Лінка» (№4); «Адам Лінк у бізнесі» (№6); «Мат Адама Лінка» (№8); «Помста Адама Лінка» (№9); «Адам ЛІнк, робот-детектив» (№12); «Адам Лінк — гангстер» (№13); та «Адам Лінк — спортсмен-чемпіон» (№15).
«Я — робот» та «Перегляд Адама Лінка, Робота» були перероблені до епізодів науково-фантастичного серіалу 1960-х років «За межею можливого» у 1964 році, в якому знялися Леонард Німой у ролі журналіста та Говард Да Сілва — адвокат робота, за участю Ріда Моргана в ролі Адама Лінка. У цій версії Адама зловили та віддали під суд. Хоча смерть доктора Лінка відображається у серії як нещасний випадок, зрештою Адама визнають винним. На шляху до страти, дівчина вибігає на дорогу, й Адам кидається врятувати її від зустрічного транспортного засобу. Його розбивають на шматки, «обманюючи ката».
У ремейку 1990-х років серіалу «За межею можливого» історія знову була перезнята за участю Леонарда Німоя у ролі адвоката робота та Джоном Новаком, який озувчував робота. У цій версії робот вбиває свого творця, коли доктор Лінк намагається перетворити його на військову машину вбивства, знищивши його ще людські якості. Як і в епізоді 1964 року, Адама відправляють під суд й, зрештою, його знищує швидкісний транспортний засіб, рятуючи людське життя (цього разу Окружного прокурора).

## Вплив на Айзека Азімова
Айзек Азімов зазнав значного впливу від оповідання Біндера. У вступі до твору «Ісаак Азімов представляє великі історії НФ» (1979), Азімов написав:
|  | Воно, безумовно, привернуло мою увагу. Через два місяці після того, як я прочитав його, я розпочав [написання оповідання] «Роббі» про симпатичного робота, і це було початком моєї серії [творів про] позитронічних роботів. Одинадцять років по тому, коли дев'ять моїх оповідань про роботі були зібрані в книгу, видавець назвав збірку «Я, робот», незважаючи на мої заперечення. Зараз моя книга відомішою, але оповідання Отто була там першим. |